# Голгоча (гміна)
Гміна Голгоча — сільська гміна у Підгаєцькому повіті Тернопільського воєводства Другої Речі Посполитої. Адміністративним центром гміни було село Голгоча.
Гміна утворена 1 серпня 1934 року в рамках нового закону про самоврядування (23 березня 1933 року).
Площа гміни — 111,74 км²
Кількість житлових будинків — 2024
Кількість мешканців — 9724
Гміну створено на основі давніших сільських гмін Голгоча, Доброводи, Мозолівка, Швейків, Волиця, Заставче.